# Хуанлун (заповедник)
Хуанлун (кит. трад. 黃龍, упр. 黄龙, пиньинь Huánglóng, в переводе «жёлтый дракон») — живописная заповедная местность, известная своими травертиновыми террасами (из известкового туфа), многочисленными озёрами, различных цветов и форм. Расположена в высокогорье на северо-западе провинции Сычуань (уезд Сунпань), примерно в 200 км к северу от города Чэнду. В заповеднике обитает ряд редких животных, таких как гигантская панда и золотистая курносая обезьяна. Включена в список Всемирного наследия ЮНЕСКО в 1992 году.
Высочайшая горная вершина заповедной зоны Сюэбаодин, достигающая в высоту 5588 м, круглый год покрыта снегом. Сюэбаодин является наиболее высокой горой хребта Миньшань.
Растворённый в воде кальцит кристаллизовался и оседал на различных поверхностях, образовывая в течение тысячелетий травертиновый ландшафт: озёра, пороги, водопады, пещеры. Наибольшее количество подобных объектов сосредоточено в ущелье Хуанлунгоу.
Находящийся в ущелье Моуни водопад Чжага падает с высоты 93 м при ширине 40 м — крупнейший в Китае по высоте падения.
В Хуанлуне начинается река Фуцзян, интересная своим прямым главным течением и извилистыми протоками.

## Галерея

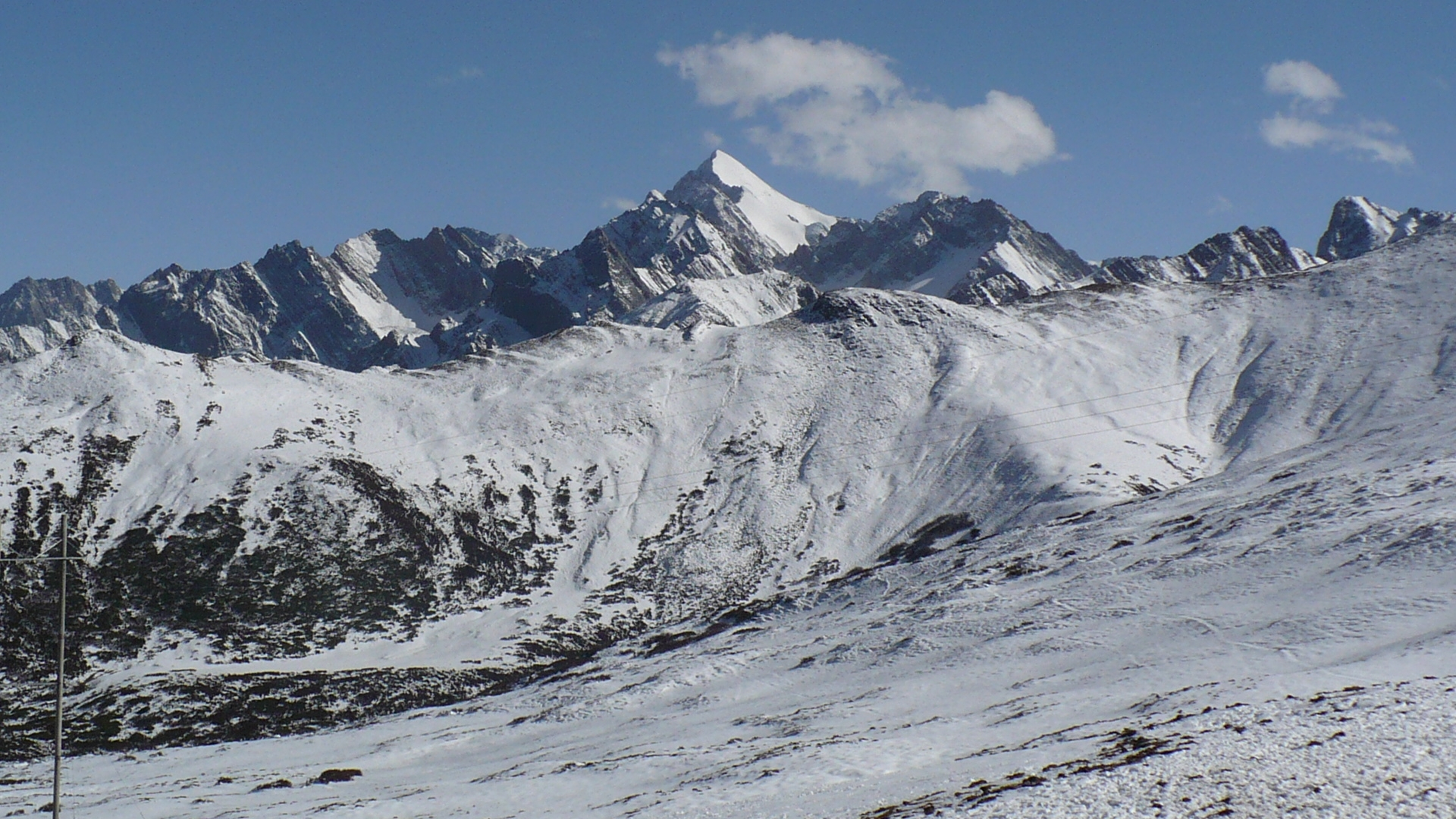
По дороге в Хуанлун. Сюэбаодин.
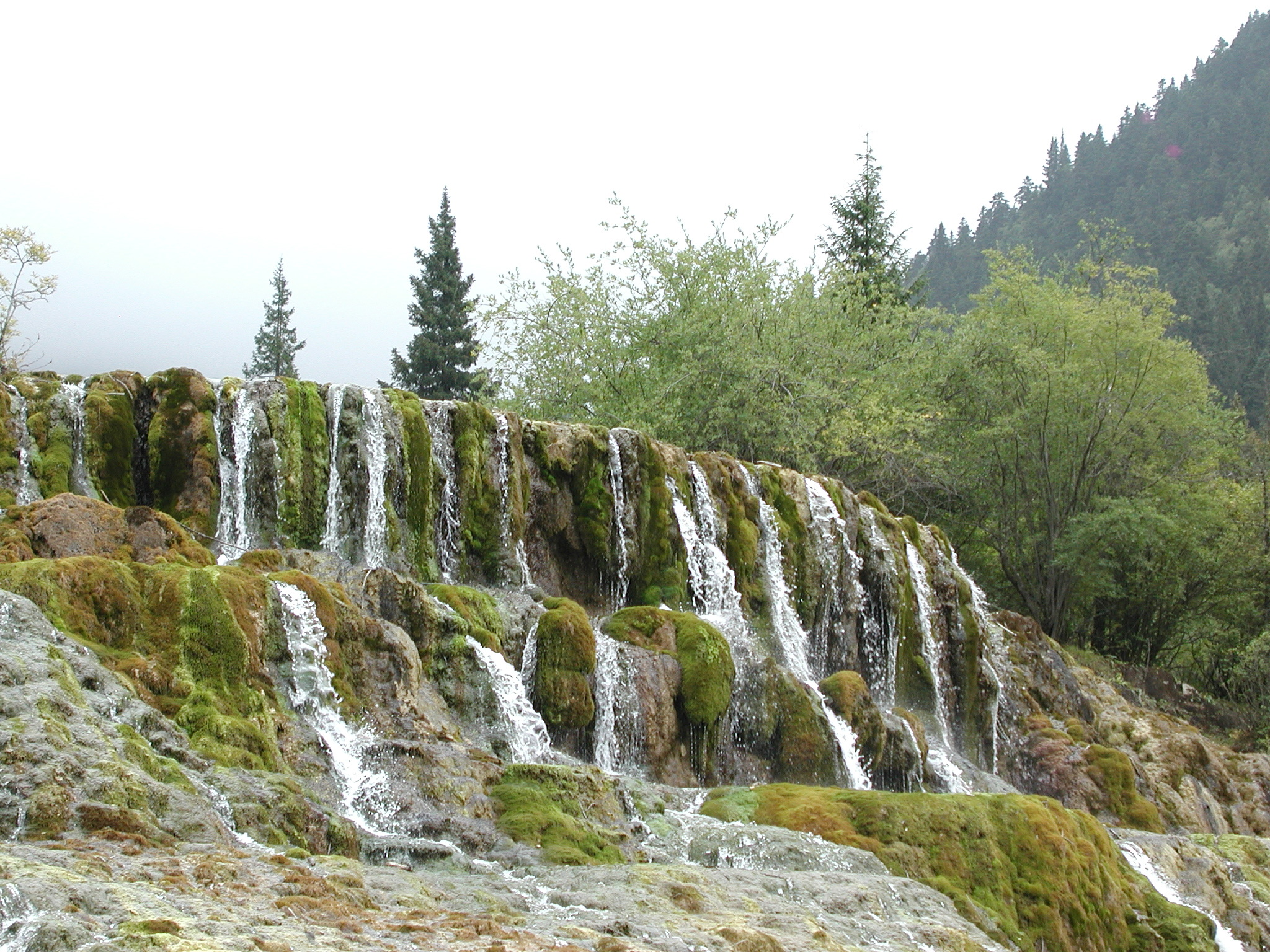
Водопады в Хуанлуне
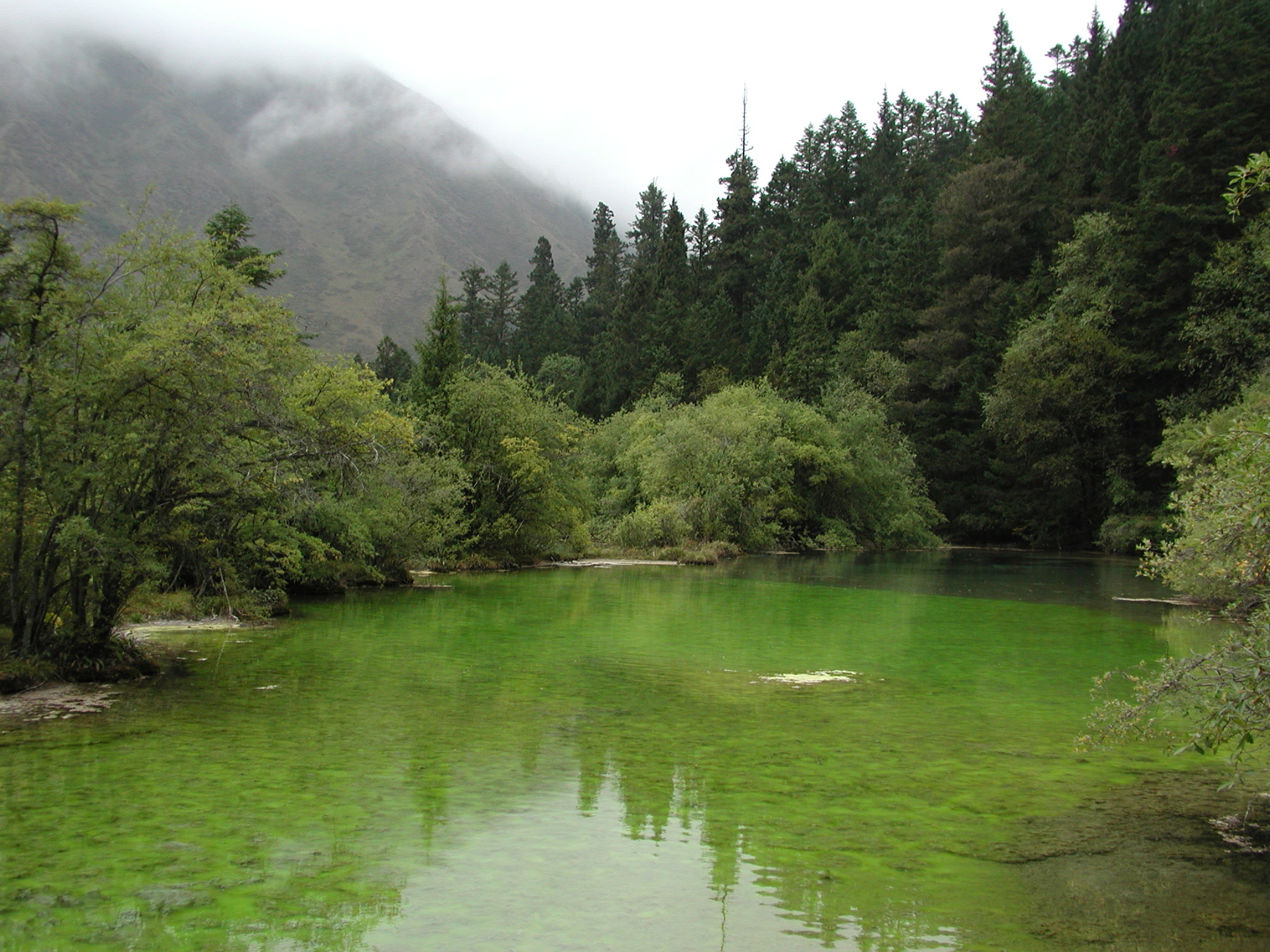
Виды природы в Хуанлуне
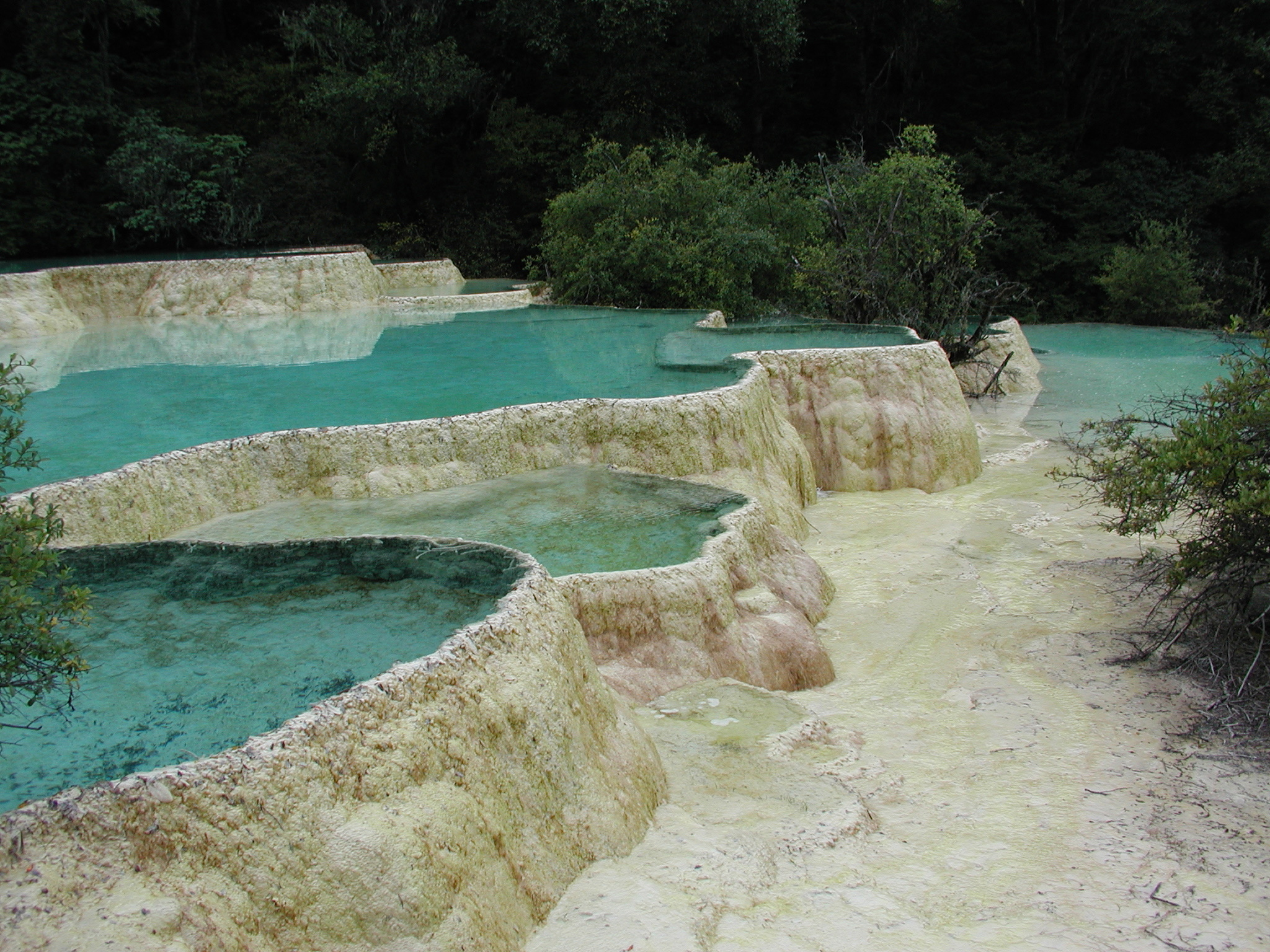
Цветные бассейны